# Neophemula angolensis
Neophemula angolensis är en fjärilsart som beskrevs av Sergius G. Kiriakoff 1957. Neophemula angolensis ingår i släktet Neophemula och familjen björnspinnare. Inga underarter finns listade i Catalogue of Life.